# 迎春路駅 (蘇州市)
迎春路駅（げいしゅんろえき）は、中華人民共和国江蘇省蘇州市呉中区宝帯東路と迎春路の交差点に位置する蘇州地下鉄3号線の駅である。

## 歴史
- 2019年12月25日：開業[1]。

## 駅周辺
- 宝帯一村
- 嘉宝蓮風園
- 嘉宝花園
- 月亮湾
- 文曲路小区

## 隣の駅
蘇州地下鉄
■ 3号線
宝帯路駅 - 迎春路駅 - 北港路駅